# Rehsprung
Der Begriff Rehsprung kommt aus dem Bereich der rhythmischen Sportgymnastik. Er bezeichnet einen Sprung von einem Bein auf das andere, bei dem im Moment des Absprungs das vordere Bein zunächst gebeugt ist und danach gestreckt wird.